# Vivara
Vivara, eine der Phlegräischen Inseln im Golf von Neapel, ist 0,36 km² groß. Die Insel liegt nahe Ischia und unmittelbar südwestlich der Insel Procida, mit der sie durch eine Brücke verbunden ist.

## Etymologie
Die wahrscheinlichste Herkunft des Namens ist aus dem Lateinischen, vivarium, in der Bedeutung Ort, an dem Tiere leben.

## Geographie
Die 35,63 ha große Insel hat die Form eines aufgehenden Halbmondes; der Umfang beträgt 3 km, die höchste Erhebung im Zentrum 110 m. Im Altertum war Vivara durch eine natürliche Landbrücke mit Procida verbunden. Die heute unbewohnte Insel gehört administrativ zur Gemeinde Procida. Sie liegt in der Area naturale marina protetta Regno di Nettuno.

## Geologie
Der vulkanische Ursprung ist deutlich: Es handelt sich um den westlichen Rand eines mit Procida gebildeten Kraters, der heute überwiegend unter Wasser liegt.

## Geschichte
Die heute unbewohnte Insel war während der mittleren italischen Bronzezeit  ein wichtiger Anlaufpunkt für den Seehandel, wovon vor allem zahlreiche Fragmente mykenischer Keramik  zeugen. Auf der Insel wurden bisher drei verschiedene Fundorte archäologisch erforscht: Bereits in den 1930er Jahren grub Giorgio Buchner Reste einer bronzezeitlichen Siedlung am Punta Capitello, im Norden der Insel, aus und entdeckte dabei u. a. mykenische Keramik. Seine Forschungsergebnisse wurden allerdings nie detailliert veröffentlicht. Punta di Mezzogiorno, im Süden der Insel, der Fundort, an dem die ältesten Artefakte ans Licht kamen, wurde in den 1970er und 1980er Jahren erforscht; Punta d'Alaca, im Westen Vivaras, wurde von den 1970er bis in die 1990er Jahre ausgegraben, die Interpretation der genauen Schichtabfolge und der Datierung der Funde sind aber weiterhin Gegenstand der archäologischen Forschung.
Die Funde auf Vivara ergaben, dass bereits griechische Importe aus früh- und mittelmykenischer Zeit (Späthelladisch I und II), also aus dem 17./16. bis 15. Jahrhundert v. Chr., einen regen Handel der Mykenischen Kultur mit der Insel nachweisen. Außerdem fanden sich – neben zeitgenössischer italischer Keramik – auch Objekte der Capo-Graziano-Kultur der Liparischen Inseln, die die Bedeutung Vivaras als bronzezeitliches Handelszentrum weiter erhärten. Neben mit einzelnen Zeichen versehenen Tonplomben für Waren wurden auch Fragmente eines Täfelchens aus Tuff mit numerischen Notizen entdeckt, das starke Ähnlichkeiten zu den palmblattförmigen Linear-B-Tontäfelchen aus Griechenland und Kreta aufweist. Es ist ein Indiz dafür, dass Vivara auch mykenische Bewohner hatte, die über den Handel Buch führten. 

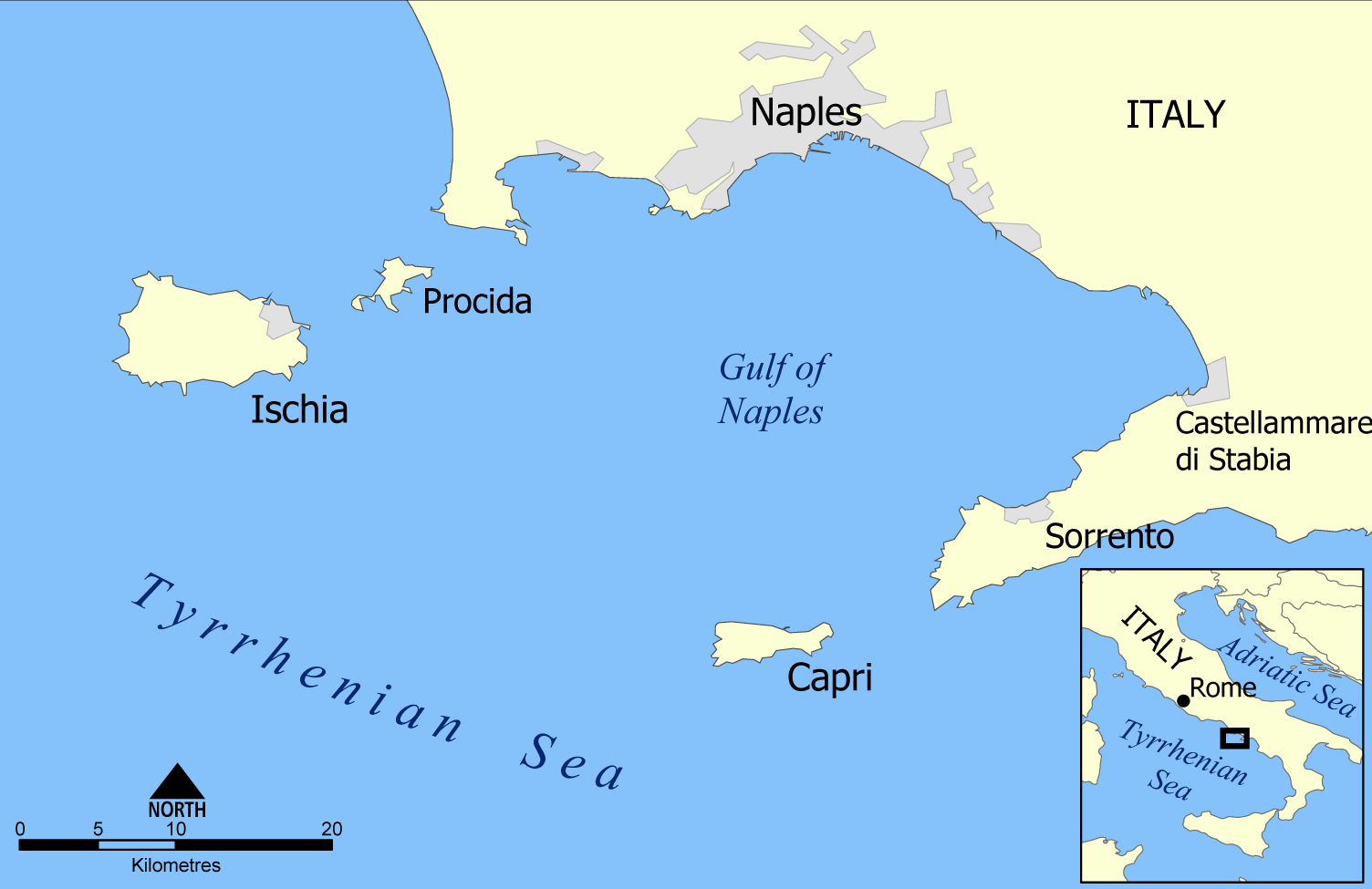
Lage im Golf von Neapel
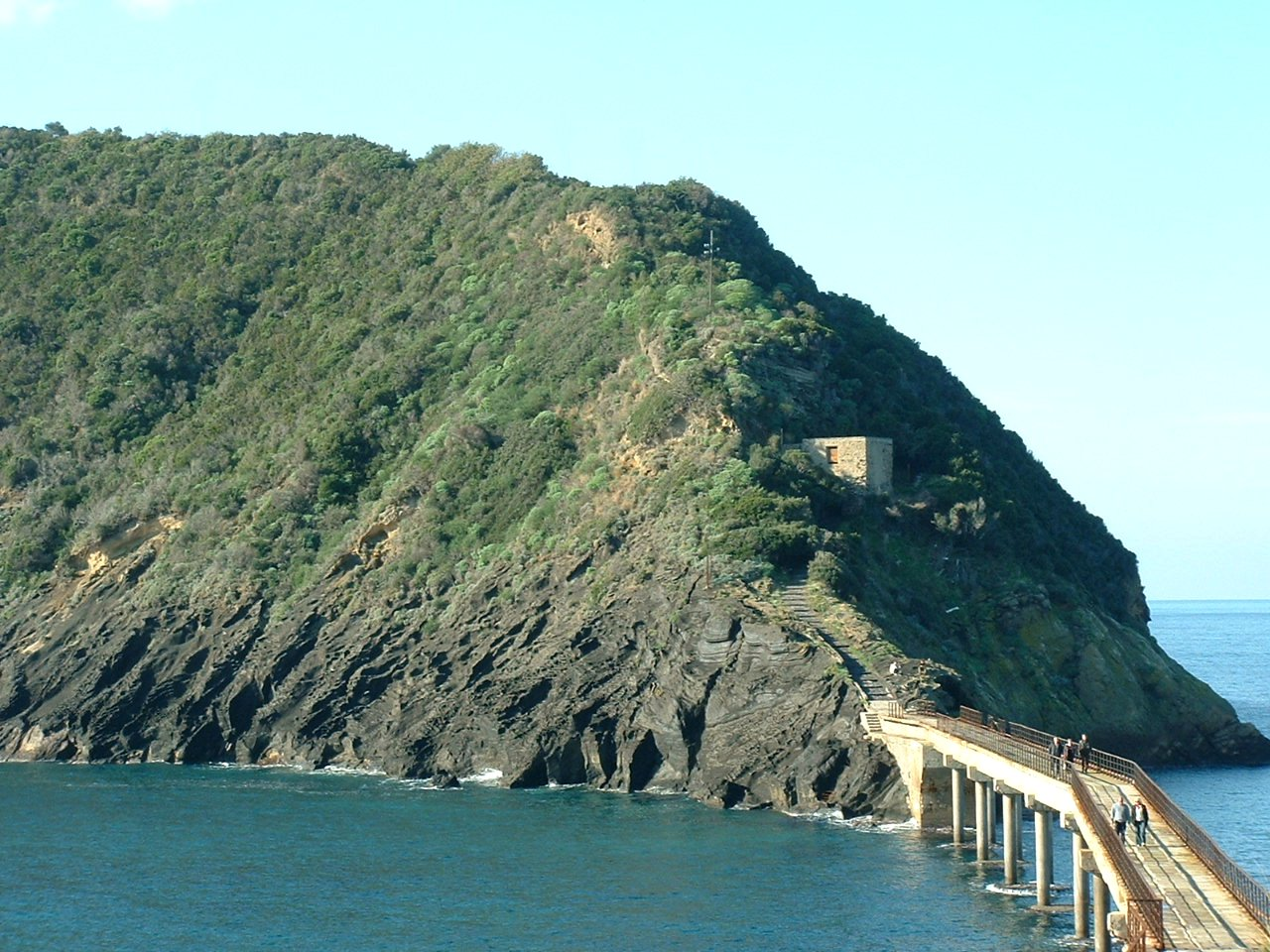
Brücke von Procida
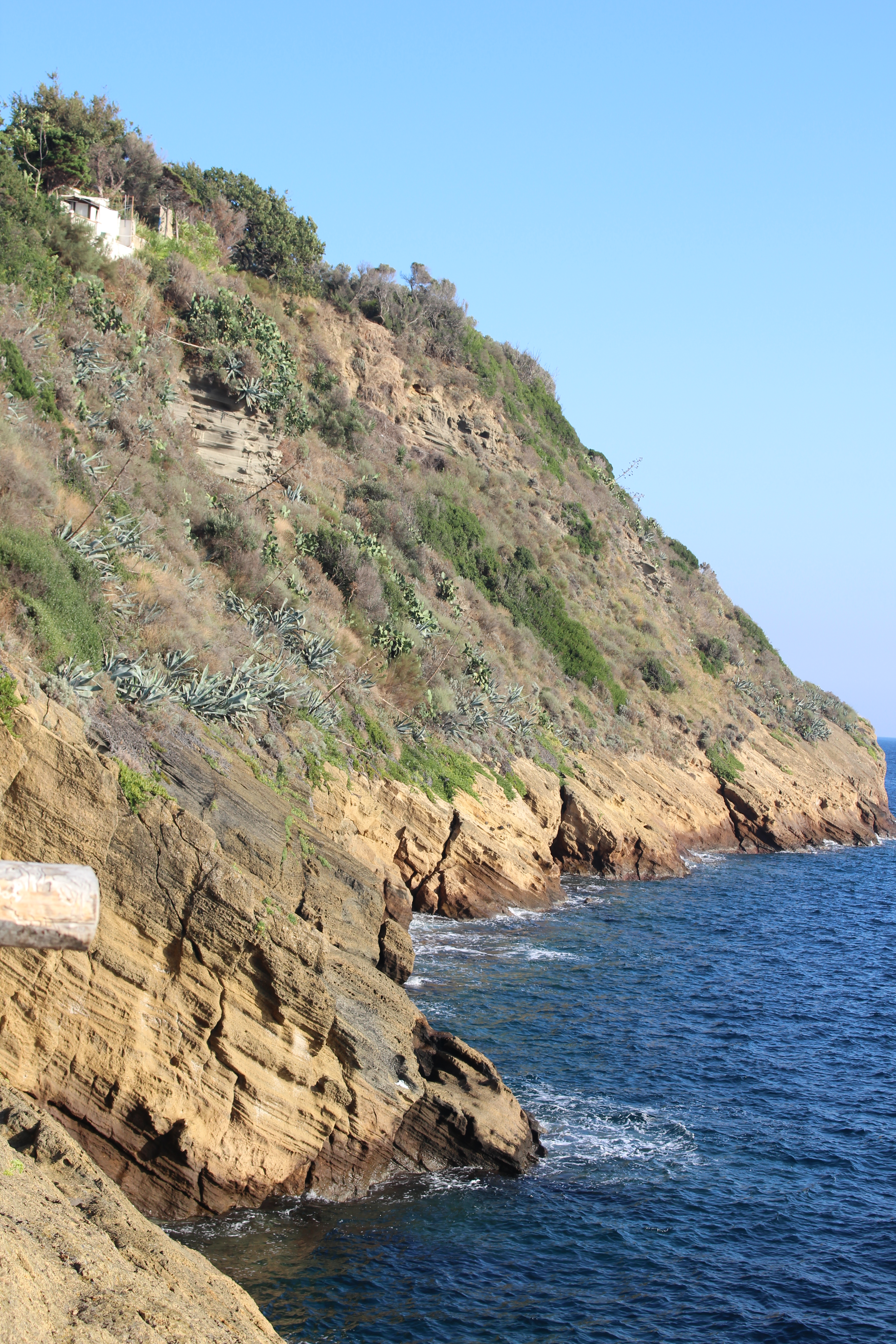
Macchia auf Vivara